# 西伯利亚滨藜
西伯利亚滨藜（学名：Atriplex sibirica）为苋科滨藜属的植物。其种加词“sibirica”意为“西伯利亚的”。分布于哈萨克斯坦、蒙古、西伯利亚以及中国大陆的宁夏、吉林、河北、甘肃、青海、黑龙江、内蒙古、陕西、辽宁、新疆等地，生长于海拔200米至2,900米的地区，多生于渠沿、盐碱荒漠、湖边以及河岸固定沙丘，目前尚未由人工引种栽培。

## 异名
- Atriplex lucida Moench
- Obione muricata Gaertn.
- Obione sibirica (L.) Fisch